# Belgische kampioenschappen indoor atletiek 2001
In 2001 werden de Belgische kampioenschappen indoor atletiek Alle Categorieën gehouden op zondag 18 februari in Gent. Op deze kampioenschappen werden twee Belgische records verbroken. Tom Omey bracht het record op de 800 m van Luc Bernaert naar 1.47,74. Wim Blondeel verbeterde zijn eigen record kogelstoten naar 18,35 m. Naast Tom Omey liepen ook Nancy Callaerts en Erik Wymeersch op de 60 m en Jurgen Vandewiele op de 1500 m het minimum voor deelname aan de wereldkampioenschappen indoor in Lissabon.

## Uitslagen

### 60 m
| rang   | atleet             | prestatie |
| ------ | ------------------ | --------- |
| Goud   | Erik Wijmeersch    | 6,70 s    |
| Zilver | Anthony Ferro      | 6,72 s    |
| Brons  | Bongelo Bongelemba | 6,76 s    |

| rang   | atlete            | prestatie |
| ------ | ----------------- | --------- |
| Goud   | Kim Gevaert       | 7,22 s    |
| Zilver | Katleen De Caluwé | 7,35 s    |
| Brons  | Nancy Callaerts   | 7,43 s    |

### 200 m
| rang   | atleet          | prestatie |
| ------ | --------------- | --------- |
| Goud   | Erik Wijmeersch | 21,21 s   |
| Zilver | Anthony Ferro   | 21,22 s   |
| Brons  | Dave Caethoven  | 21,73 s   |

| rang   | atlete           | prestatie |
| ------ | ---------------- | --------- |
| Goud   | Leen Mortier     | 25,03 s   |
| Zilver | Nele Van Doninck | 25,15 s   |
| Brons  | Annelies Leroi   | 25,18 s   |

### 400 m
| rang   | atleet           | prestatie |
| ------ | ---------------- | --------- |
| Goud   | Kjell Provost    | 47,73 s   |
| Zilver | Stijn Verleyen   | 48,38 s   |
| Brons  | Jef Van Acoleyen | 48,61 s   |

| rang   | atlete                | prestatie |
| ------ | --------------------- | --------- |
| Goud   | Marleen Baggerman     | 56,74 s   |
| Zilver | Gaelle Van Branteghem | 57,28 s   |
| Brons  | Griet Deveughele      | 58,28 s   |

### 800 m
| rang   | atleet        | prestatie    |
| ------ | ------------- | ------------ |
| Goud   | Tom Omey      | 1.47,74 (NR) |
| Zilver | Bruno Dahin   | 1.51,48      |
| Brons  | Mathieu Piron | 1.51,68      |

| rang   | atlete          | prestatie |
| ------ | --------------- | --------- |
| Goud   | Ludivine Michel | 2.14,23   |
| Zilver | Heidi De Ridder | 2.16,02   |
| Brons  | Chantal Morret  | 2.16,33   |

### 1500 m
| rang   | atleet            | prestatie |
| ------ | ----------------- | --------- |
| Goud   | Jurgen Vandewiele | 3.39,04   |
| Zilver | Matthieu Vandiest | 3.43,33   |
| Brons  | Monder Rizki      | 3.45,00   |

| rang   | atlete           | prestatie |
| ------ | ---------------- | --------- |
| Goud   | Fatiha Baouf     | 4.19,22   |
| Zilver | Lieselot Bossuyt | 4.25,78   |
| Brons  | Corinne Tanghe   | 4.58,32   |

### 3000 m
| rang   | atleet           | prestatie |
| ------ | ---------------- | --------- |
| Goud   | Patrick Grammens | 8.14,02   |
| Zilver | Frederic Desmedt | 8.15,05   |
| Brons  | Christian Nemeth | 8.17,55   |

### 60 m horden
| rang   | atleet               | prestatie |
| ------ | -------------------- | --------- |
| Goud   | Hubert Grossard      | 8,03 s    |
| Zilver | Koen Vangeneugden    | 8,09 s    |
| Brons  | Steven Van de Gender | 8,06 s    |

| rang   | atlete           | prestatie |
| ------ | ---------------- | --------- |
| Goud   | Myriam Tschomba  | 8,31 s    |
| Zilver | Maryline Troonen | 8,37 s    |
| Brons  | Nadine Grouwels  | 8,48 s    |

### Verspringen
| rang   | atleet        | prestatie |
| ------ | ------------- | --------- |
| Goud   | Gert Messiaen | 7,69 m    |
| Zilver | Jan Guns      | 7,53 m    |
| Brons  | David Branle  | 7,47 m    |

| rang   | atlete           | prestatie |
| ------ | ---------------- | --------- |
| Goud   | Sandrine Hennart | 6,10 m    |
| Zilver | Tia Hellebaut    | 6,05 m    |
| Brons  | Sandra Swennen   | 5,94 m    |

### Hink-stap-springen
| rang   | atleet           | prestatie |
| ------ | ---------------- | --------- |
| Goud   | Djeke Mambo      | 16,27 m   |
| Zilver | Boris Jidovtseff | 14,66 m   |
| Brons  | Kristof Beyens   | 14,49 m   |

| rang   | atlete                | prestatie |
| ------ | --------------------- | --------- |
| Goud   | Sandra Swennen        | 13,38 m   |
| Zilver | Jessica Van de steene | 11,86 m   |
| Brons  | Inez Waeyaert         | 11,75 m   |

### Hoogspringen
| rang   | atleet            | prestatie |
| ------ | ----------------- | --------- |
| Goud   | Benoît Braconnier | 2,13 m    |
| Zilver | Jesse Stroobants  | 2,10 m    |
| Brons  | Timothy Hubert    | 2,04 m    |

| rang   | atlete           | prestatie |
| ------ | ---------------- | --------- |
| Goud   | Tia Hellebaut    | 1,86 m    |
| Zilver | Sabrina De Leeuw | 1,84 m    |
| Brons  | Ellen Cochuyt    | 1,80 m    |

### Polsstokhoogspringen
| rang   | atleet         | prestatie |
| ------ | -------------- | --------- |
| Goud   | Kevin Rans     | 5,32 m    |
| Zilver | Wesley Rombaut | 5,20 m    |
| Brons  | Benoit Simonet | 5,10 m    |

| rang   | atlete               | prestatie |
| ------ | -------------------- | --------- |
| Goud   | Irina Dufour         | 3,90 m    |
| Zilver | Elke Andries         | 3,80 m    |
| Brons  | Caroline Goetghebuer | 3,40 m    |

### Kogelstoten
| rang   | atleet          | prestatie    |
| ------ | --------------- | ------------ |
| Goud   | Wim Blondeel    | 18,35 m (NR) |
| Zilver | Filip Eeckhout  | 16,13 m      |
| Brons  | Jordy Beernaert | 15,09 m      |

| rang   | atlete           | prestatie |
| ------ | ---------------- | --------- |
| Goud   | Veerle Blondeel  | 15,10 m   |
| Zilver | Sophie Verlinden | 13,72 m   |
| Brons  | Margot Mentens   | 13,46 m   |

1985 ·
1986 ·
1987 ·
1988 ·
1989 ·
1990 ·
1991 ·
1992 ·
1993 .
1994 ·
1995 .
1996 ·
1997 ·
1998 .
1999 ·
2000 .
2001 · 
2002 · 
2003 · 
2004 · 
2005 · 
2006 · 
2007 · 
2008 · 
2009 · 
2010 · 
2011 · 
2012 · 
2013 · 
2014 ·
2015 ·
2016 ·
2017 ·
2018 ·
2019 ·
2020 ·
2021 ·
2022 ·
2023 ·
2024 ·
2025